# Holothuria cinerascens
Holothurie cendrée
Espèce
Synonymes
- Holothuria (Semperothuria) cinerascens (Brandt, 1835)[2]
- Stichopus cinerascens Brandt, 1835[2]

Statut de conservation UICN

 LC  : Préoccupation mineure
Holothuria (Semperothuria) cinerascens, communément appelé Holothurie cendrée, est une espèce de concombres de mer de la famille des Holothuriidae.

## Systématique
L'espèce Holothuria (Semperothuria) cinerascens a été initialement décrite en 1835 par le naturaliste allemand Johann Friedrich von Brandt (1802-1879) sous le protonyme de Stichopus cinerascens.

## Description et caractéristiques
C'est une petite holothurie allongée, au tégument rugueux, sombre et marbré de brun et de noir (souvent couvert de sable). Elle vit souvent dissimulée dans des trous et anfractuosités de la zone de battement des marées ou sous des roches ; elle se reconnaît principalement à ses 20 tentacules buccaux longs et ramifiés, jaunes tachés de brun et de blanc, qui lui servent à attraper de la nourriture à la volée dans l'eau et non pas sur le sol, contrairement à toutes les autres espèces de son groupe (ce qui peut la faire prendre à tort pour une Dendrochirotida). 
Cette espèce mesure en moyenne 16 cm de long pour 4 cm de large, avec une longueur maximale connue de 30 cm. La face ventrale est rosée, couverte de solides podia à disque jaune. Cette espèce ne possède pas de tubes de Cuvier.

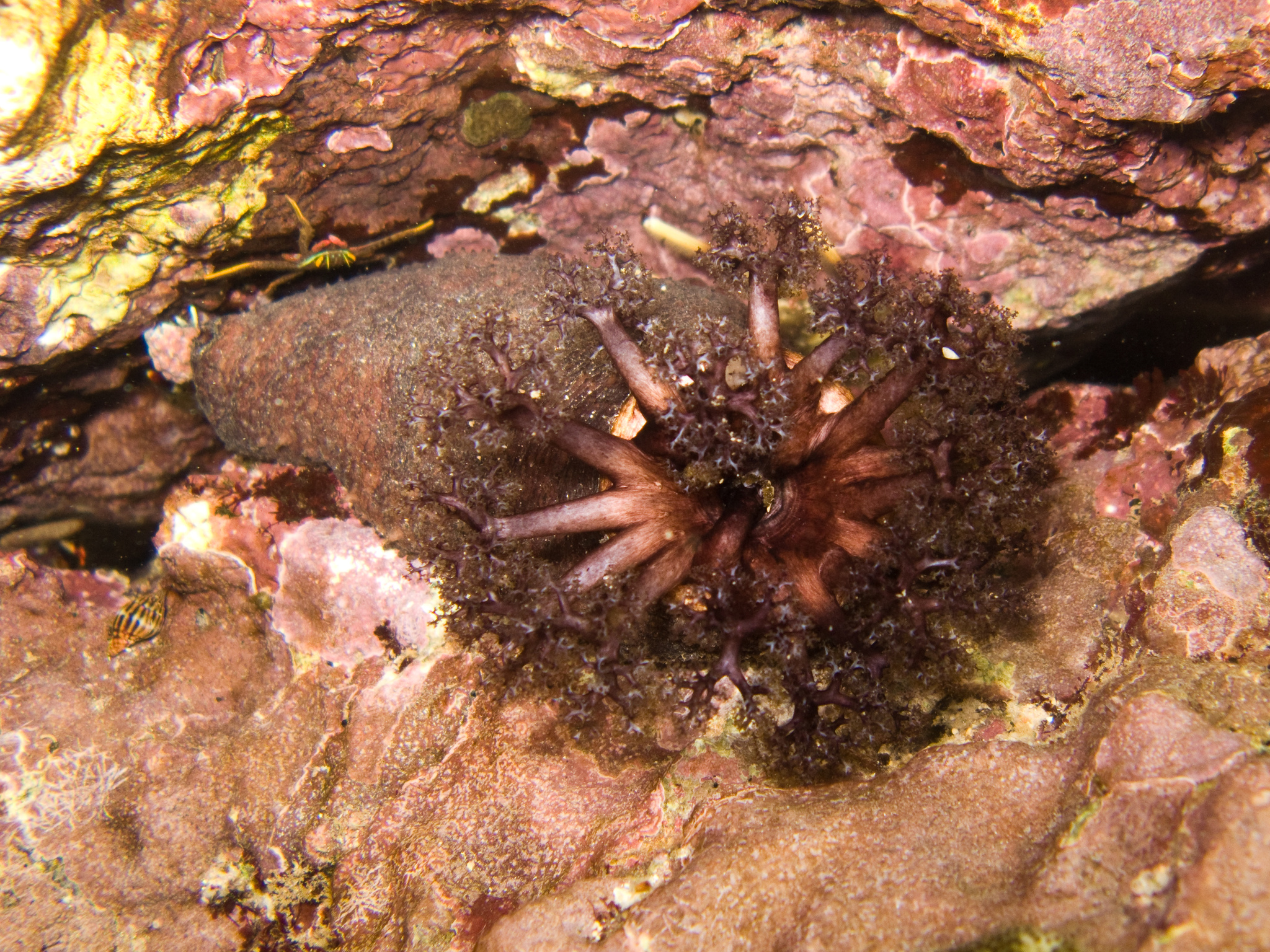
Bouche d'un spécimen hawaïen (les tentacules sont ici anormalement sombres).
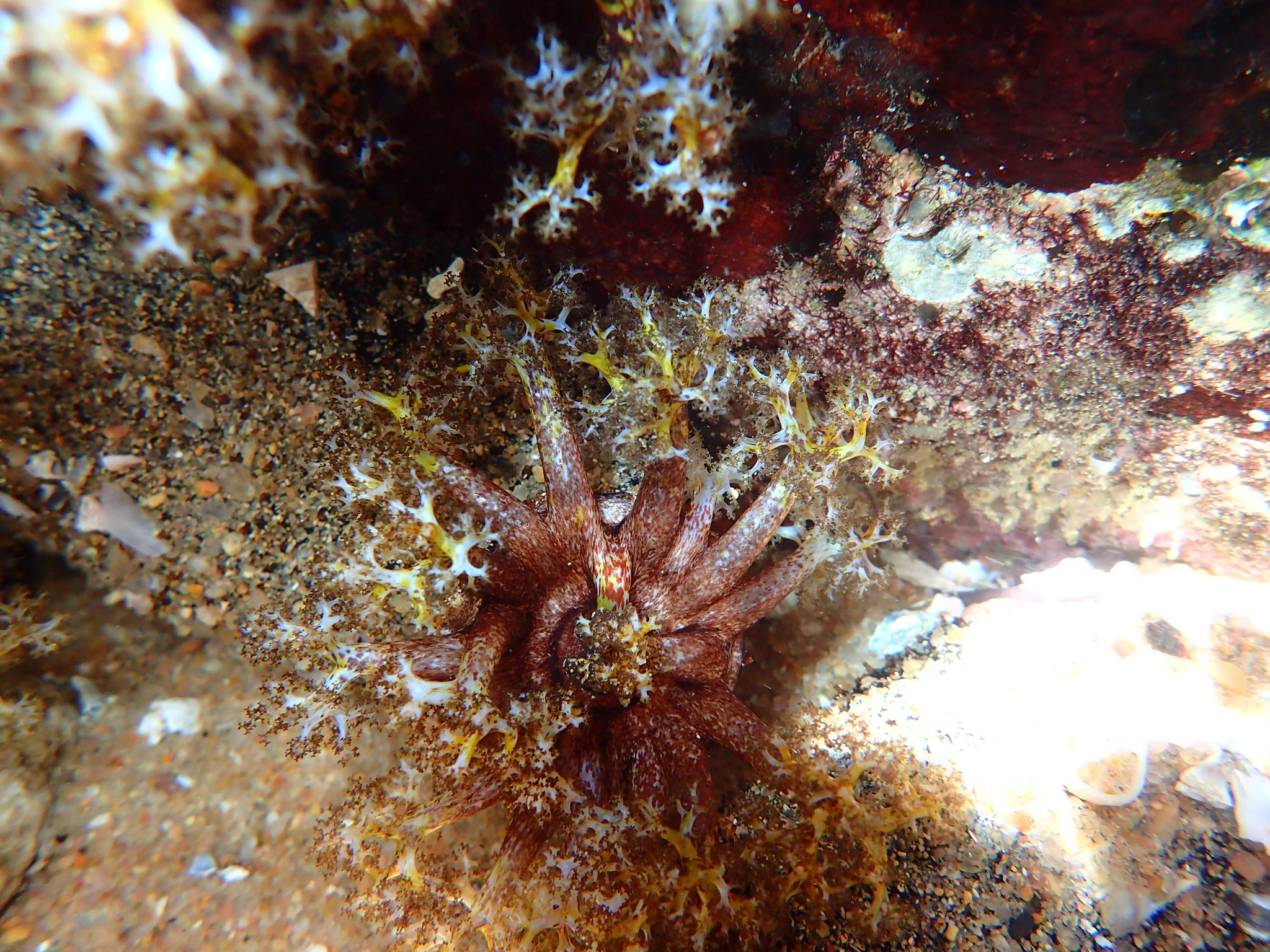
Gros-plan sur la bouche d'un spécimen sud-africain.
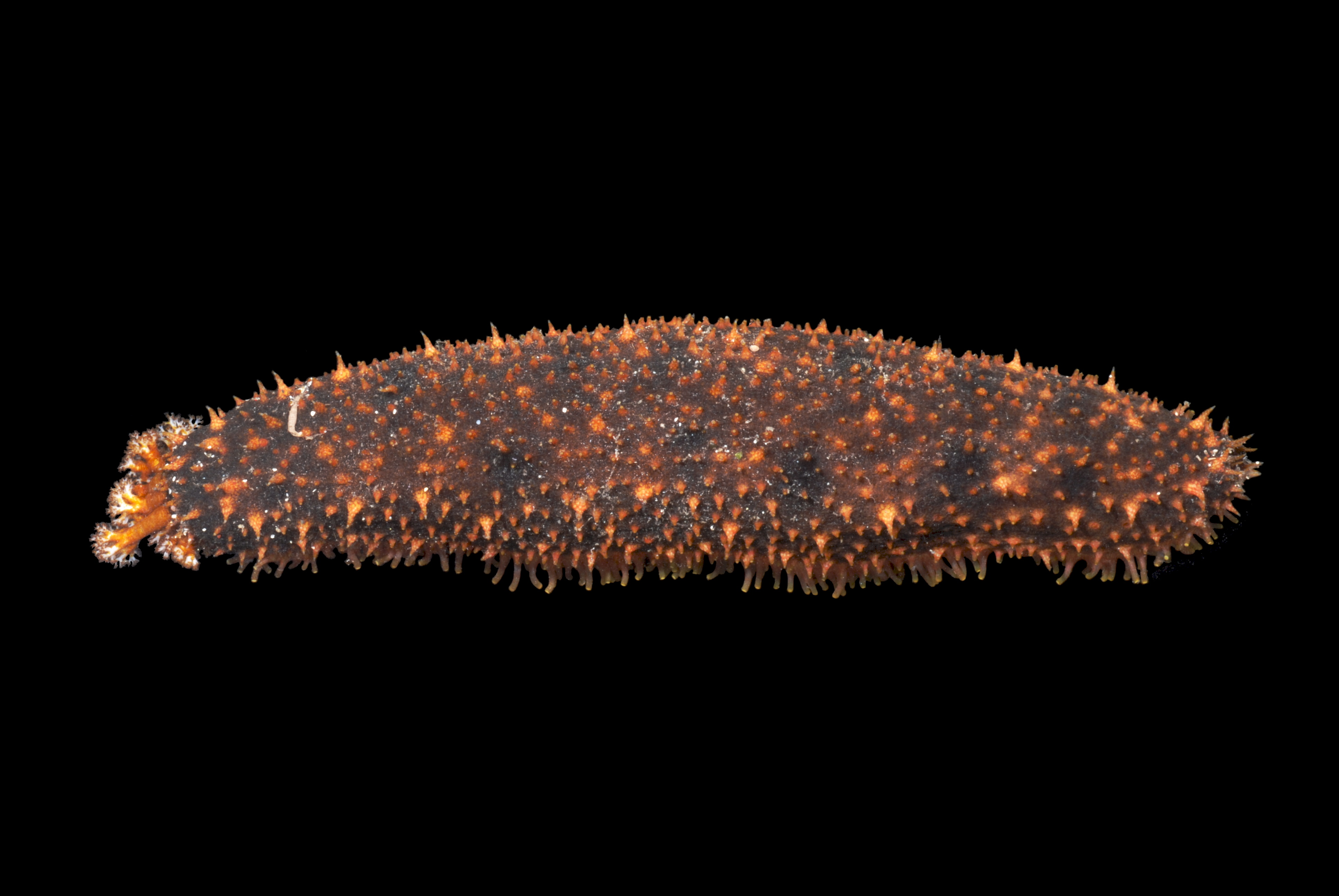
Spécimen préservé.

## Distribution
Cette espèce habite tout l'Indo-Pacifique tropical de la Mer Rouge à l'île de Pâques et Hawaï.